# Stefan Holmström (präst)
Karl Stefan Holmström, född 25 september 1952 i Resteröds församling i Göteborgs och Bohus län, är präst i Svenska kyrkan och var missionsföreståndare för Evangeliska fosterlandsstiftelsen 2009-2017.

## Biografi

### Utbildning och arbetsliv
Efter gymnasiet på Lundsberg påbörjade Stefan Holmström sin teologiska utbildning vid dåvarande Johannelunds teologiska institut och så småningom även Uppsala universitet. Parallellt med studierna arbetade Holmström under 1972 som biträdande skolsekreterare i SESG, Sveriges Evangeliska Student- och Gymnasiströrelse.
Efter värnpliktsutbildning 1974–1975 läste Holmström teologi vid universitetet 1975–1978, och var ideellt engagerad i SESG:s Uppsalakrets. Han avlade teologie kandidatexamen 1978 och i januari 1979 prästvigdes han för Härnösands stift. Under åren 1979–1982 innehade han sin första prästtjänst som pastoratsadjunkt i Sundsvalls Gustav Adolfs församling. Tjänsten var på halvtid, för att göra det möjligt att samtidigt arbeta som halvtidsanställd skolsekreterare och präst inom SESG.
Holmström återvände till Johannelunds teologiska institut våren 1983, för en termins missionärskurs, och 1983–1991 verkade han som missionär i Evangelisk-lutherska kyrkan i Tanzania, utsänd av EFS. Vid återkomsten till Sverige anställdes han som lärare vid Johannelunds teologiska högskola, bland annat som kursföreståndare för bibelskolan och ansvarig för kursmoment i Svenska kyrkans missionärskurs. Holmström har genomgått utbildning för värnpliktiga fältpräster i krig.

### Kristen ledare
Holmström lämnade sin lärartjänst vid Johannelund 1998 för att bli distriktsföreståndare för EFS i Västsverige 1998–2001. Samtidigt behöll han engagemanget i den kristna skolrörelsen och 1995–2001 arbetade Holmström ideellt vid sidan av sitt arbete som ordförande för riksstyrelsen för SESG, som då fått namnet Credo. Han lämnade ordförandeskapet för att för tredje gången anställas i rörelsen, och under 2001–2005 var Stefan Holmström Credos generalsekreterare.
Sedan 2006 har Holmström arbetat med församlingsbaserad teologisk utbildning i Tanzania, utsänd av EFS och Svenska kyrkan. I januari 2009 förberedde Holmström att avsluta sin verksamhet i Tanzania, för att tillträda en central tjänst inom EFS som missionssekreterare. I stället utsågs han av EFS styrelse att efterträda Anders Sjöberg som EFS missionsföreståndare. Holmström tillträdde som missionsföreståndare samma år. Holmström efterträddes 2017 av Kerstin Oderhem.

### Teologi och politik
I en intervju i Budbäraren i samband med att han utnämnts till EFS:s missionsföreståndare säger Holmström att hans ledarskap har drag av en evangelist och bibellärare, men också av pastoral omsorg. Som en av sina svagheter nämner han att han är oerfaren när det gäller kyrkopolitik. Själv har Holmström enbart tre år som ledamot i kyrkofullmäktige och kyrkorådet i Lena församling, 1995–1998.
På frågan från tidningen Budbäraren, om möjligheten för samkönade par att vigas i Svenska kyrkan, säger Holmström att han själv inte skulle viga ett samkönat par, men att han "respekterar att det även finns andra ståndpunkter bland EFS:are". Han noterar också att även om han inte skrivit under några av de upprop som funnits i frågan, så har han funnits med i Svenska Evangeliska Alliansen som agerat för att bevara äktenskapet som en tvåkönad institution. Enligt Holmström är risken stor att som kristen ledare hamna i försvarsställning och tvingas agera emot någonting. I stället menar han att det viktigaste är att skapa förtroende för Bibeln och göra den relevant i människors vardag.

### Familj
Stefan Holmström är sedan 1978 gift med Christina Holmström (född Öhlund 1952). Han är bror till chefredaktören och pastorn Krister Holmström (1954–2008).